# Анри Букер
Gulf of İzmir
 Анри Букер (фр. Henri Bouckaert; Рубе, 3. мај 1870 — 29. април 1912) био је француски веслач на прелазу из 19. у 20. век, учесник Летњих олимпијскимих играма 1900. Био је члан француског наутичког клуба Cercle de l'Aviron из Рубеа.
На Олимпијским играма 1900. такмичио се у као члан француске екипе у дисцилини четверац са кормиларом. У такмичењу четвераца са кормиларом десило се нешто необично за велика спортска такмичења. Због неслагања такмичара и судија после трка у предтакмичењу одлучено је да се званично одрже две финалне трке тзв. А и Б финале. Победницима финала су подељена два комлета медаља. МОК је касније признао резултате, а тиме и освајаче медаља оба финала.
Посаду су поред њега чинили Емил Делшамбр, Жан Ко, Анри Азебрук и Шарло кормилар. Веслали су у Б финалу и освојили златну медаљу.